# هيلموت جراسر
هيلموت جراسر (بالألمانية: Helmut Grasser)  (و. 1961 –  م) هو كاتب سيناريو، ومنتج أفلام، من النمسا، ولد في كلاغنفورت.

## جوائز
حصل على جوائز منها:
- رومي.

## وصلات خارجية
- هيلموت جراسر على موقع IMDb (الإنجليزية)
- هيلموت جراسر على موقع ألو سيني (الفرنسية)
- هيلموت جراسر على موقع أول موفي (الإنجليزية)
- هيلموت جراسر على موقع قاعدة بيانات الأفلام السويدية (السويدية)
- هيلموت جراسر على موقع قاعدة بيانات الفيلم (الإنجليزية)
- هيلموت جراسر على موقع كينوبويسك (الروسية)